# Fu Manchú y el beso de la muerte
Fu Manchú y el beso de la muerte  es una película de crimen y aventuras estrenada en 1968 dirigida por Jesús Franco.
Coproducción hispano-alemana-británico-estadounidense se destaca por ser la primera de las películas del realizador junto al productor Harry Alan Towers. También fue la primera ocasión en que Christopher Lee encarnó el personaje creado por Sax Rohmer para una cinta dirigida por Jesús Franco.

## Trama
Fu Manchú, un pérfido doctor que sueña con dominar el mundo y destruir la civilización occidental, se halla escondido junto a su malvada hija Lin Tang en una remota ciudad que ha descubierto en las selvas de Sudamérica. Tras descubrir un veneno mortal para los seres humanos, secuestra a diez mujeres para infectarlas con el mismo. Su plan consiste en que, para destruir a sus enemigos, esas mujeres besen a diferentes líderes mundiales para provocarles la muerte.
Una de las mujeres raptadas acude a Londres para besar al mayor enemigo de Fu Manchú: el agente de Scotland Yard Nayland Smith. Smith, cegado por el veneno, junto a su amigo, el Dr. Petrie, viajan a las selvas de Sudamérica para localizar a Fu Manchú y encontrar un antídoto. Se une a ellos el agente Carl Jansen y, tras conocer el plan de Fu Manchu para dominar el mundo, buscarán la manera de neutralizarlo.

## Reparto
- Christopher Lee - Fu Manchú
- Richard Greene - Nayland Smith
- Howard Marion-Crawford - Dr. Petrie
- Götz George - Carl Jansen
- Maria Rohm - Ursula Wagner
- Ricardo Palacios - Sancho López
- Loni von Friedl - Celeste
- Frances Khan - Carmen
- Tsai Chin - Lin Tang
- Isaura de Oliveira - Yuma
- Shirley Eaton - Viuda Negra

## Recepción
La película obtiene críticas predominantemente negativas en los portales de información cinematográfica. En IMDb obtiene una puntuación de 4,6 sobre 10 con 925 valoraciones.

"La sangre de Fu Manchu es una aventura tonta y coja del infame Fu Manchu de Jesús Franco. La actuación es terrible y la trama es confusa, aburrida y sin emoción. Los discursos de Howard Marion-Crawford y Götz George son muy difíciles de entender pero la mayoría de las mujeres son bellas actrices. Mi voto es cuatro."
Crítica de Claudio Carvalho en IMDB 

FilmAffinity, con una calificación de 4 sobre 10 calculada en 216 votos, también tiene críticas mayoritariamente negativas.

"Adaptación dirigida por el inclasificable Jesús Franco sobre las andanzas villano Fu Manchú. El film empieza bien con una correcta música en los titulos de crédito y funciona de forma aceptable hasta los 20 minutos del film. (...) Luego está que el guion en sí es muy aburrido, falto de emoción e interés y los desvaríos de Franco no ayudan a remontar el vuelo. Como no, Cristopher Lee esta excelente como de costumbre, acompañado por la bella Chin Tsai, que son lo mejorcito del film. Por lo demás, una película prescindible y bastante olvidable. La segunda es mucho peor."
Crítica de Mefisto en FilmAffinity 

En Rotten Tomatoes Fu Manchú y el beso de la muerte obtiene una puntuación de 2,5 sobre 5 calculada sobre 213 valoraciones.

"Una extensa película con un desorden incomprensible"
Crítica de Walter Chaw en RottenTomatoes 